# Annika Knoll
Pour l’article homonyme, voir Knoll.
Annika Knoll, née le 6 novembre 1993 à Titisee-Neustadt, est une biathlète allemande.

## Carrière
Annika Knoll pratique le biathlon depuis l'âge de huit ans. À seize ans, elle est inscrite à l'école de ski de Furtwangen, où elle peut s'entraîner et étudier.
Knoll connaît sa première sélection en compétition internationale en 2012 à l'occasion des Championnats du monde jeunesse, y remportant la médaille de bronze à la poursuite. Lors des Mondiaux junior 2014, elle remporte le titre sur le relais et la médaille de bronze au sprint.
Elle a démarré en Coupe du monde en mars 2014 à Oslo-Holmenkollen et marque ses premiers et seuls points en 2015 à Antholz (34e).
Du fait d'une concurrence importante en équipe d'Allemagne, elle prend part à quelques courses dans la Coupe du monde durant la saison 2014-2015, avant de retourner définitivement sur le circuit de l'IBU Cup. Aux Championnats d'Europe 2016, elle obtient la médaille de bronze au sprint, derrière deux compatriotes.
Annika Knoll s'entraîne à l'origine dans la Forêt-Noire puis part ensuite à Ruhpolding, où elle peut pratiquer également le VTT.
Elle annonce sa retraite sportive en 2019.

## Palmarès

### Coupe du monde
- Meilleur classement général : 87e en 2015.
- Meilleur résultat individuel : 34e.

#### Classements en Coupe du monde
| Saison    | Classement général final | Individuel | Sprint | Poursuite | Mass start |
| 2013-2014 | n.c.                     |            | n.c.   |           |            |
| 2014-2015 | 87e                      |            | 79e    | n.c.      |            |

### Championnats d'Europe
- Médaille d'argent du relais en 2014 et 2015.
- Médaille de bronze du sprint en 2016.

### Championnats du monde junior
- Médaille d'or du relais en 2014.
- Médaille de bronze du sprint en 2014.